# Can Trias (Olot)
Can Trias és un edifici d'Olot (Garrotxa) protegit com a Bé Cultural d'Interès Local.

## Descripció
Es tracta d'un edifici de planta irregular amb composició simple utilitzant elements amb clares referències a l'estètica Noucentista. Destaca a la façana principal el llenguatge noucentista popular, amb utilització de l'arc rebaixat com a element decoratiu molt utilitzat a Olot per Joan Roca i Pinet i Rafel Masó, així com les rajoles de colors i el ferro forjat. Cal destacar el vestíbul, amb columnata clàssica i la tribuna-galeria posterior, amb elements i llenguatge semblant a l'utilitzat en l'edifici ideal.